# Omnibox
Omnibox — адресний рядок, який знаходиться зверху кожної вкладки, він поєднує в собі адресний рядок і пошуковий рядок. Omnibox перенаправляє запит в пошукову систему в тому випадку, якщо адреса не відповідає правилам написання URL — наприклад, не містить точок, імені протоколу, похилих рисок, містить прогалини на початку адреси й т. д. При введенні пошукового запиту, використовуючи функцію пошуку в Інтернеті «Мені пощастить», пропонує першу за списком URL-адресу. Також автодоповнення пропонується пошуком по закладках та історії раніше відвіданих сторінок. У браузері можливий виклик різних пошукових машин прямо з адресного рядка. Для цього треба ввести скорочення для даної пошукової машини, потім натиснути клавішу «Пробіл» і ввести пошуковий запит. Скорочення для пошукових машин можна задавати самостійно. При відвідуванні сайтів браузер автоматично копіює звідти рядок пошукових запитів і наступного разу при введенні цього сайту автоматично буде запропоновано пошук з використання його пошукової системи.